# Konjeniški korpus Ostermuth/Leonhardi
Konjeniški korpus Ostermuth/Leonhardi (izvirno nemško Kavallerie-Korps Ostermuth/Leonhardi) je bil konjeniški korpus avstro-ogrske kopenske vojske, ki je bil aktiven med prvo svetovno vojno.

## Zgodovina
Korpus je deloval med junijem in oktobrom 1916, ko je bil razpuščen.

## Poveljstvo
Poveljniki (Kommandanten)
- Johann Ostermuth: junij 1916
- Theodor von Leonhardi: junij - oktober 1916

Načelniki štaba (Stabchefs)
- Erwin von Franz: junij - julij 1916
- Rudolf von Handel: julij - oktober 1916